# تهجين (أحياء)

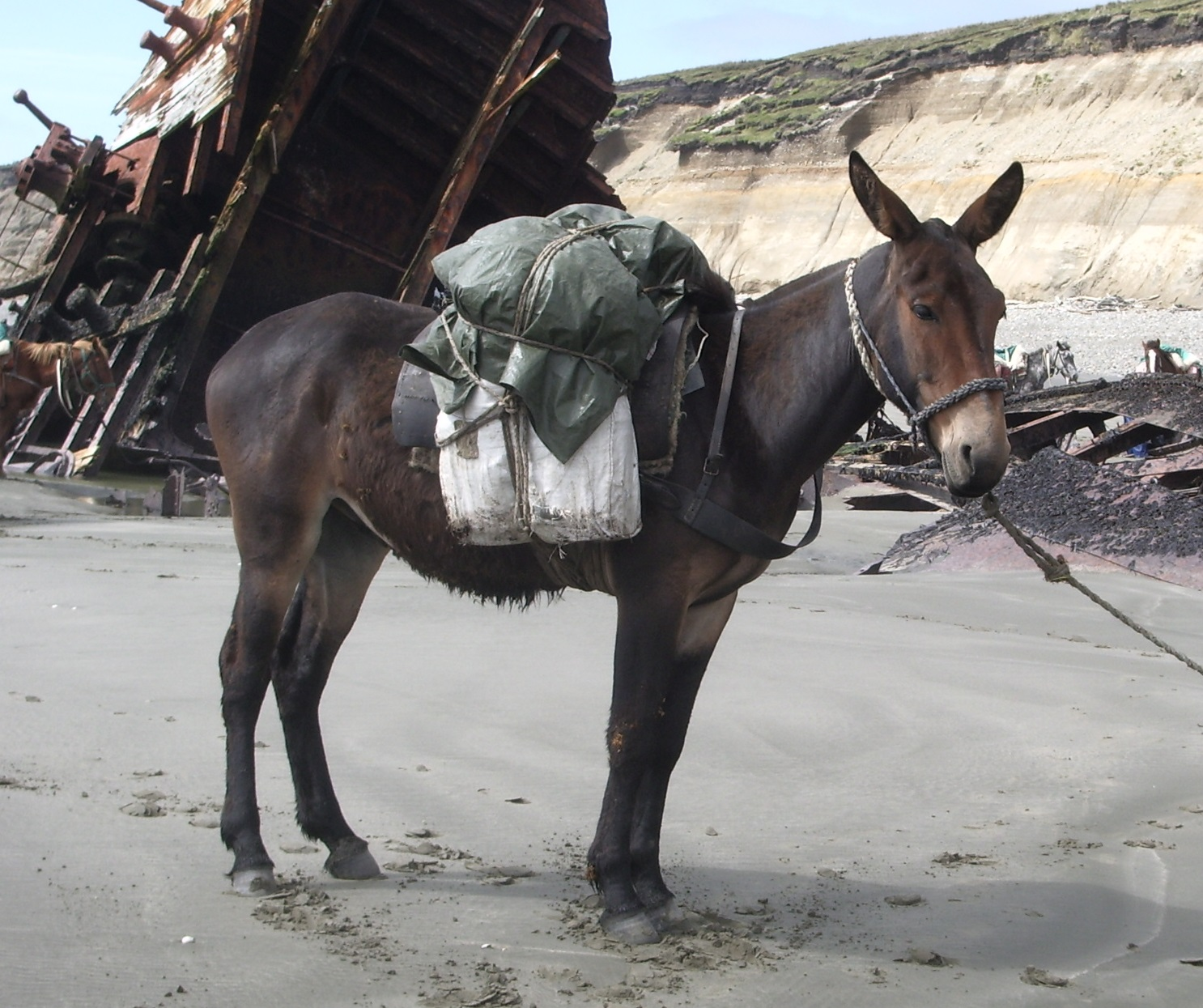
البغل هجين عقيم من حمار ذكر وحصان أنثى. تكون البغال أصغر من الخيول ولكنها أقوى من الحمير، مما يجعلها مفيدة كحيوانات للأحمال.

يعبر مصطلح الهجين، وفقًا لعلم الأحياء، عن النسل الناتج عن جمع صفات كائنين من سلالات أو أصناف أو أنواع أو أجناس مختلفة عبر التكاثر الجنسي. لا يمثل الهجين دائمًا شكلًا وسطيًا بين الوالدين (كما هو الحال في الوراثة الخلطية)، ولكنه قد يحمل ميزة قوة الهجين؛ فقد ينمو أحيانًا ليصبح أكبر من الوالدين أو أطول منهما. يُقارَب مفهوم الهجين بشكل مختلف في مجال تنشئة الحيوانات والنبات، إذ ينصب الاهتمام فيه على النسب الفردية. في علم الوراثة، يتركز الاهتمام على أعداد الكروموسومات، بينما يهتم علم التصنيف بمدى قرابة نوعي الوالدين.
تعزل الأنواع تكاثريًا بحواجز قوية أمام التهجين، وهذه الحواجز تتضمن: اختلافات وراثية ومورفولوجية واختلاف أوقات الخصوبة وسلوكيات وإشارات التزاوج والرفض الفسيولوجي لخلايا الحيوانات المنوية أو الجنين النامي. تؤثر بعض هذه الحواجز على مرحلة ما قبل الإخصاب والبعض الآخر بعدها. توجد حواجز مماثلة في النباتات كاختلاف أوقات الإزهار وناقلات اللقاح وتثبيط نمو أنبوب اللقاح والعقم الجسمي والعقم الذكري السيتوبلازمي وبنية الكروموسومات. تنتج بعض الأنواع الحيوانية والعديد من الأنواع النباتية عن الانتواع التهجيني، بما في ذلك نباتات المحاصيل المهمة، كالقمح مثلًا الذي تضاعف فيه عدد الكروموسومات نتيجة هذا النوع من العمليات.
أدى التأثير البشري على البيئة إلى زيادة التهجين بين الأنواع المحلية. كذلك، أدى تكاثر الأنواع المستقدمة في جميع أنحاء العالم إلى زيادة التهجين. قد يهدد المزج الوراثي هذا العديد من الأنواع بالانقراض، وقد يؤذي التآكل الوراثي، الناجم عن الزراعة الأحادية للمحاصيل، الأحواض الجينية للعديد من النباتات التي ستتكاثر مستقبلًا. يكون تهجين الأنواع البرية والمستأنسة في كثير من الأحيان شكلًا من أشكال التهجين المتعمد، ويعتبر ذلك أمرًا شائعًا في البستنة التقليدية والزراعة الحديثة؛ فقد أنتجت العديد من أنواع الفواكه والزهور وأعشاب الحدائق والأشجار المفيدة تجاريًا باستخدام التهجين. تعتبر الأخدرية اللاماركية إحدى هذه الزهور، فقد كانت محط تركيز الأبحاث الوراثية المبكرة حول التطفرية والتعدد الصبغيٍ. يحدث ذلك الأمر بشكل أكثر تردد بين الماشية والحيوانات الأليفة، ومن الأنواع الهجينة بين الحيوانات المحلية البرية والمستأنسة: البيقر والكلب الذئبي. أدى التكاثر الانتقائي البشري للحيوانات والنباتات المستأنسة إلى تطور سلالات متميزة (يطلق على هذه النباتات عادةً اسم المستنبتات)، وفي بعض الأحيان، يطلق على محصول التزاوج بينهم (دون استخدام حيوانات برية) اسم الهجين على نحو غير دقيق.
عاشت أنواع بشرية هجينة في فترة ما قبل التاريخ. على سبيل المثال، يعتقد أن البشر البدائيين والحديثين تشريحيًا قد تزاوجوا منذ 40000 عام تقريبًا.
ظهرت المخلوقات الهجينة الأسطورية في الثقافة البشرية على هيئات متنوعة كالمينوتور مثلًا، أو مزيج بين الحيوانات والبشر والوحوش الأسطورية، كمخلوقات القنطور والسفنكس والنفليم، المذكورة ضمن نصوص الأبوكريفا المقدسة، والتي تشير إلى الأبناء الملعونين للملائكة الساقطة والنساء الجذابات.

## علم الأحياء

### التعبير عن السمات الوالدية

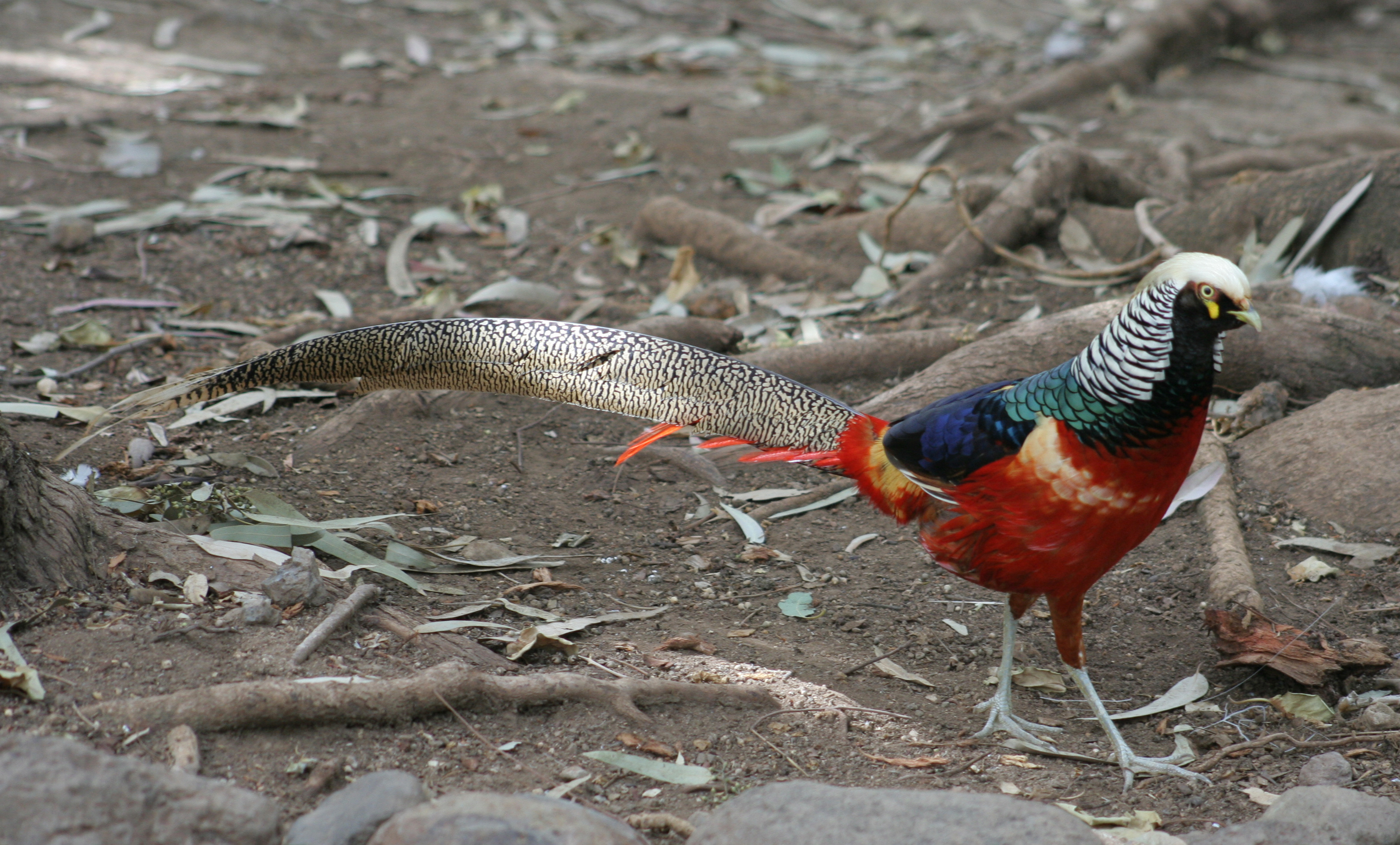
هجين بين طائر تدرج السيدة أمهيرست (كرايسولوفوس أمهيرستاي) ونوع آخر، ربما طائر التدرج الذهبي (كريسولوفوس بيكتوس).

عندما يتكاثر نوعان مختلفان من الكائنات الحية مع بعضهما البعض، فإن الهجين الناتج عادةً ما يملك سمات وسطية (على سبيل المثال، إن كان أحد النباتين المهجنين يملك أزهار حمراء، والآخر أزهار بيضاء، ستملك الزهور الهجينة أزهار وردية). يجمع الهجين على نحو شائع أيضًا بين السمات المشاهدة بشكل منفصل لدى أحد الوالدين فقط (على سبيل المثال، قد يجمع الطائر الهجين بين الرأس الأصفر لأحد الوالدين مع البطن البرتقالي للآخر).

### آليات الانعزال التكاثري
تأتي الكائنات الهجينة بين النوعية من تزاوج فردين من نوعين مختلفين، وعادةً ما يكونان من الجنس (مرتبة تصنيفية) نفسه. يظهر النسل الناتج بهذه الطريقة سمات وخصائص من الوالدين كليهما، ولكنه غالبًا ما يكون عقيم، ما يمنع التدفق الجيني بين الأنواع. غالبًا ما يعزى العقم إلى اختلاف عدد الكروموسومات بين النوعين. على سبيل المثال، تملك الحمير 62 كروموسوم، بنما تملك الخيول 64 كروموسوم، ولهذا تملك البغال أو النغال 63 كروموسوم. لا تنتج البغال والنغال، وغيرها من الكائنات الهجينة العقيمة، عادةً أي أمشاج قابلة للحياة، إذ يمنع اختلاف بنية الكروموسومات تنفيذ عمليتي الاقتران والفصل بشكل صحيح أثناء الانقسام، وبهذا الشكل تختل عملية الانقسام، ولا تتشكل حيوانات منوية وبويضات عيوشة. مع ذلك، سجلت بعض الحالات لإناث بغال خصبة، وفي هذه الحالات كان الأب حمارًا.
تحد مجموعة متنوعة من الآليات من نجاح التهجين، بما في ذلك الفرق الوراثي الكبير بين معظم الأنواع. تتضمن الحواجز التي تعيق ذلك ما يلي: الاختلافات المورفولوجية واختلاف أوقات الخصوبة وسلوكيات وإشارات التزاوج والرفض الفسيولوجي لخلايا الحيوانات المنوية أو الجنين النامي. تؤثر بعض هذه الحواجز على مرحلة ما قبل الإخصاب والبعض الآخر بعدها.
وفي النباتات، تتضمن الحواجز التي تحول دون نجاح التهجين ما يلي: اختلاف أوقات الإزهار وناقلات اللقاح وتثبيط نمو أنبوب اللقاح والعقم الجسمي والعقم الذكري السيتوبلازمي وبنية الكروموسومات.

### الانتواع
نتجت بعض الأنواع الحيوانية عن عملية التهجين، وتعتبر ذبابة اللونسيرا إحدى الكائنات الهجينة طبيعيًا. يبدو الذئب الأحمر الأمريكي كهجين بين الذئب الرمادي والقيوط، ومع ذلك، كان وضعه التصنيفي موضع جدل. يعتبر الضفدع الأوروبي الصالح للأكل هجين شبه دائم بين ضفادع البركة وضفادع الماء الأخضر، وتعداده يتطلب استمرار وجود نوع واحد على الأقل من الوالدين. تشير رسومات الكهوف إلى أن البيسون الأوروبي هجين طبيعي بين حيوانات الأرخص والبيسون بريسكس.
يعتبر تهجين النبات أشيع من تهجين الحيوانات، فالعديد من أنواع المحاصيل هجينة، وخصوصًا القمح متعدد الصيغ الصبغية؛ إذ يحمل بعضه أربع مجموعات من الكروموسومات (رباعي الصيغة الصبغية) أو ست مجموعات (سداسي الصيغة الصبغية)، بينما تحمل أنواع القمح الأخرى (كمعظم الكائنات حقيقية النواة) مجموعتين (ثنائية الصيغة الصبغية). بهذا الشكل، يرجح أن تسبب عملية التهجين مضاعفة المجموعات الصبغية، وبالتالي تؤدي إلى عزل جيني مباشر.
قد يكون التهجين مهمًا في انتواع بعض المجموعات النباتية. ومع ذلك، قد يكون الانتواع الهجين متماثل الصيغة الصبغية (دون زيادة في عدد مجموعات الكروموسومات) نادرًا، فبحلول عام 1997، لم توصف بشكل كامل سوى 8 أمثلة طبيعية. تشير الدراسات التجريبية إلى أن التهجين يوفر طريقًا سريعًا للانتواع، وهو افتراض تؤكده الحقيقة التي تقول إن الجيل الأول من الأنواع الهجينة والأنواع الهجينة القديمة تملك جينومات متطابقة، ما يعني أنه بمجرد حدوث التهجين، يمكن أن يبقى الجينوم الهجين الجديد مستقرًا.
تعرف المناطق الهجينة بالمكان الذي يلتقي فيه النطاق الخاص بكائنين من نوعين مختلفين، وفيها يستمر إنتاج النسل الهجين دومًا وبأعداد كبيرة. تفيد هذه المناطق الهجينة باعتبارها نظم بيولوجية نموذجية لدراسة آليات الانتواع. مؤخرًا، أكد تحليل الحمض النووي الريبوزي منقوص الأكسجين، لدب مصطاد في الأقاليم الشمالية الغربية، وجود هجائن طبيعية وخصبة من الدببة القطبية الرمادية.

## معرض صور

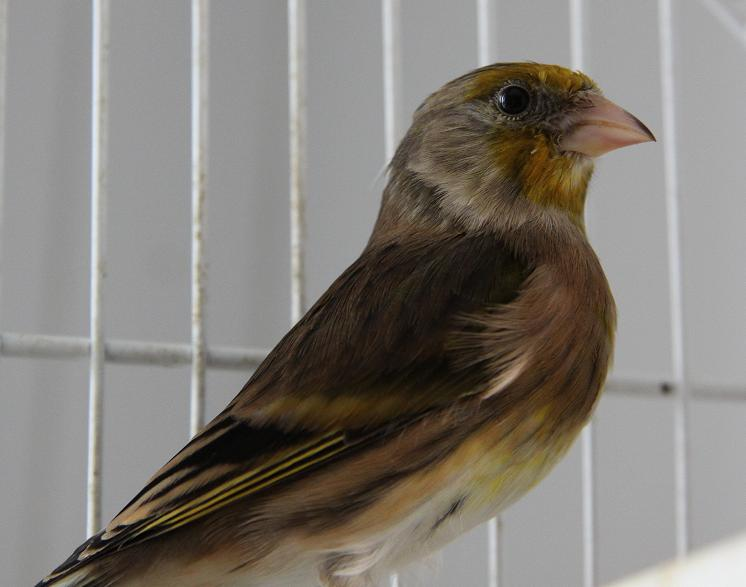
هجين من الكناري المنزلي والحسون الأوراسي.
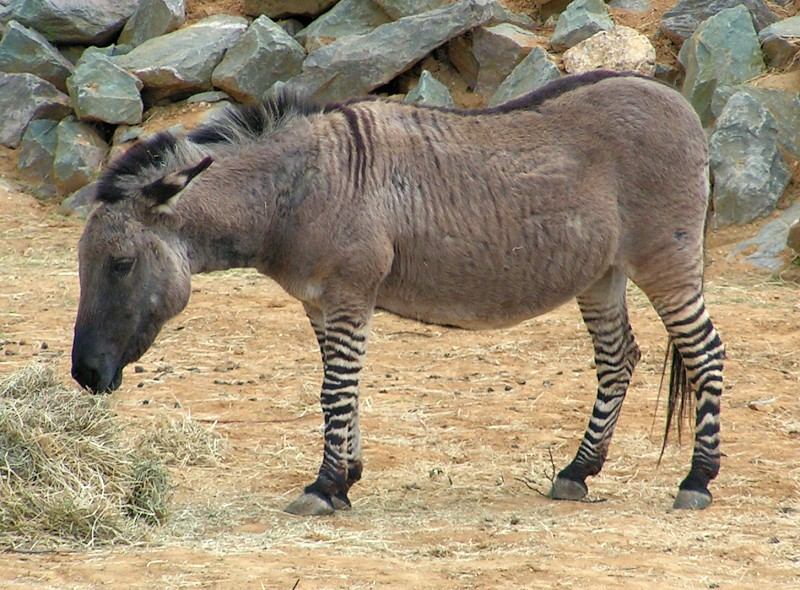
زرحصان، هجين من حمار الزرد وأحد أنواع الخيليات.
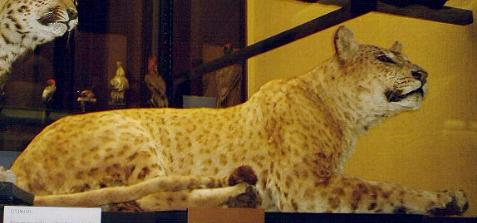
يغور أسدي، سنور هجين من اليغور والأسد.